# Homoerotismo en la poesía persa

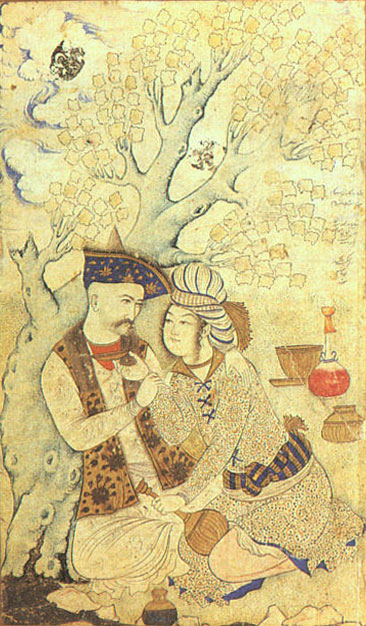
El copero

El homoerotismo en la poesía persa es, desde sus inicios en el siglo IX y hasta el siglo XX, una parte fundamental de su lírica amorosa. Sobre todo la forma poética del gazal estaba dedicada casi exclusivamente al homoerotismo como tema amoroso, a pesar de la condena expresada en la sharia. El famoso místico persa Yalal ad-Din Muhammad Rumi empleó la relación entre hombres como una metáfora de la relación con Dios. También para Hafiz Shirazi, uno de los poetas persas más famosos, el objeto del amor suele ser un hermoso joven. Farrojí Sistaní escribió en su diván:

Ey pesar gar del-e man kard hamiḵᵛāhi šād

Az pas-e bāda marā busa hami bāyad dād
Oh mozo, si quieres alegrar mi corazón

Debes darme besos tras servirme el vino.

## El objeto del amor
En la poesía persa, el objeto del amor a menudo se denomina con las palabras ma'suq, mahbub y habib, todos sustantivos masculinos tomados prestados de otras lenguas que no conocen los géneros gramaticales. Indicios mencionando la primera barba o el uso de interjecciones relacionadas con pesar («joven, mozo»)  muestran el sexo. A menudo se comparan con los cipreses.
Sa'di escribió:

Ḵoš miravad in pesar ke barḵāst

Sarvi’st ke miravad čonin rāst
Ese mozo que se levantó, anda con gracia

como un ciprés, tan derecho.

## El esclavo como objeto de amor
A menudo el objeto del amor es un joven turco. La belleza turca era elegida frecuentemente en las historias de amor, así, la denominación «turco» se convirtió en sinónimo de belleza masculina en la poesía persa. Durante el Califato Abasí, se compraban a menudo esclavos turcos en los mercados, que luego recibían una educación militar y eran empleados en los ejércitos y como sirvientes domésticos. Además, también se mencionan esclavos búlgaros o eslavos, que eran apreciados por su piel clara.
En un ejemplo de un poema de Hafiz:

Agar ān Tork-e Širāzi be dast ārad del-e mā rā

Be ḵāl-e henduyaš baḵšam Samarqand o Boḵārā rā
Si ese turco de Shiraz gana mi corazón

le concedo Samarcanda y Bújara por su oscura belleza.
(Siguiendo una traducción libre al inglés de William Jones)

También Farrojí escribió en sus poemas su deseo por un esclavo turco, aunque prefería a los indios por su docilidad. Denominaba al soldado turco como sarhang, lo que viene a significar «general». Sobre todo se exageraban el rango y las cualidades guerreras. Estas comparaciones militares o de títulos en la poesía amorosa eran más bien metáforas, que servían para exprimir los sentimientos de forma poética. Por ejemplo, se comparaban las pestañas con flechas.